# Ракетодинамика
Ракетодинамика или динамика ракет — наука о движении летательных аппаратов (ЛА), снабжённых реактивными двигателями. Является составной частью механики тел переменной массы, так как во время работы двигателя существенно меняется масса ракеты за счёт активного ускорения. Например, одноступенчатые ракеты теряют до 90 % стартовой массы.

## История
Ракетодинамика была основана в конце XIX — начале XX века трудами К. Э. Циолковского и И. В. Мещерского с написания первоначальной формулы Циолковского и уравнения Мещерского соответственно. Однако, не все считают Циолковского основоположником динамики ракет, так как Мещерский написал своё уравнение на 6 лет раньше, а в докторской диссертации Г. К. Михайлова, защищенной в 1977 году, было показано, что изначально это решение было получено английскими исследователями У. Муром в 1810—1811 годах, а также П. Г. Тэйтом и У. Дж. Стилом из Кембриджского университета в 1856 году.

## Разделы
Существуют три важнейших раздела ракетодинамики:
1. Изучение движения центра тяжести ракет;
2. Изучение движения ракет относительно центра тяжести;
3. Экспериментальная ракетодинамика.